# ジョン・マクラーレン
ジョン・ローウェル・マクラーレン（John Lowell McLaren, 1951年9月29日 - ）は、アメリカ合衆国テキサス州ガルベストン出身の元プロ野球選手（捕手）、監督。右投右打。ベースボール・ユナイテッドのドバイ・ウルブズの監督を務める。

## 経歴
1970年のMLBドラフト7巡目（全体155位）でヒューストン・アストロズから指名され、プロ入り。1976年までマイナーリーグで捕手としてプレー。
1977年からトロント・ブルージェイズ傘下のマイナーチームでコーチ業を始める。その後1986年からメジャーでコーチを務めるようになり、ブルージェイズを皮切りに多くの球団を渡り歩く。2006年の第1回ワールド・ベースボール・クラシック(WBC)ではアメリカ合衆国代表の三塁コーチを務めた。
2007年にシアトル・マリナーズのコーチに復帰したが、7月1日に辞任したマイク・ハーグローヴの後を受け、監督に就任。
2008年も監督を務めていたが、開幕から25勝47敗と大きく負け越し、6月19日に解雇された。
2009年11月にワシントン・ナショナルズのベンチコーチとなった。
2011年6月24日にジム・リグルマンが辞任した後、後任にデーブ・ジョンソンが決まるまで、暫定的に3試合監督を務めた。
2013年はシーズン開幕前の3月に開催された第3回WBCの中国代表の監督を務めた。
2016年はフィラデルフィア・フィリーズでコーチを務めた。
2017年はシーズン開幕前の3月に開催された第4回WBCに2大会連続で中国代表の監督を務めた。
シーズンでは同年限りでフィリーズのコーチを退任した。
2023年8月3日に新設されたベースボール・ユナイテッドのドバイ・ウルブズの監督に就任した。

## 詳細情報

### 背番号
- 24（1986年 - 1988年）
- 7（1989年 - 1990年、1993年 - 2005年、2008年）
- 36（1991年）
- 8（1992年、2007年、2010年 - 2011年）
- 9（2016年 - 2017年)
- 7（2013,2017年 - )